# Уайт-хот
Уайт-хот (англ. White hot) — разновидность хот-дога, распространённая в основном в Рочестере, штат Нью-Йорк, а также в других частях Западного Нью-Йорка и Центрального Нью-Йорка. Сосиска для уайт-хота состоит из комбинации невяленой и некопчёной свинины, говядины и телятины. Отсутствие копчения или консервирования позволяет мясу сохранять естественный белый цвет. Уайт-хот обычно содержит горчицу и другие специи, часто включает молочный компонент, такой как обезжиренное сухое молоко.

## История
Уайт-хот возник в 1920-х годах в немецкой общине Рочестера под названием «White and porky». Первоначально это была более дешёвая альтернатива дорогим красным хот-догам, они были приготовлены из недорогого мяса и различных наполнителей; напротив, современные уайт-хоты готовятся из качественного мяса и, как правило, продаются по более высоким ценам, чем обычные хот-доги.
Один из самых известных производителей уайт-хотов — Zweigle's. Компания была основана в Рочестере в 1880 году Карлом Вильгельмом Цвейглом и готовит этот вариант хот-дога с 1925 года. Несмотря на то, что Zweigle’s не были первыми, кто начал готовить уайт-хот, они были первыми, кто получил контракт на продажу на стадионе бейсбольной команды «Ред Вингс». Уайт-хот стал официальным хот-догом команды по американскому футболу Баффало Биллс, а также хоккейных команд Баффало Сейбрз, Рочестер Американс и футбольной Рочестер Райнос; также был официальным хот-догом бейсбольного Вашингтон Нэшионалс во время первого сезона высшей лиги бейсбольной команды.
Другой производитель, Hofmann, выпускает уайт-хоты в городе Сиракьюс, штат Нью-Йорк, под названием «Snappy Grillers». Ещё одним производителем уайт-хотов является Hartmann.